# Ross Vannelli
Ross Vannelli est un compositeur de musiques de films. Il a notamment participé à l'album de son frère Gino Brother To Brother.

## Filmographie
- 1988 : Born to Race
- 1995 : Décompte infernal (The Final Cut)
- 1996 : Snowboard Academy
- 1997 : Survivance (Wounded)
- 2000 : Une si ravissante voleuse (Perilous TV)
- 2001 : Touched by a Killer
- 2001 : The Void (en) (vidéo)
- 2002 : Children On Their Birthdays
- 2005 : Sleepover Nightmare (vidéo)